# Sjuň
Sjuň (rusky Сюнь, tatarsky Sөn) je řeka v Baškortostánu a v Tatarstánu v Rusku. Je 209 km dlouhá. Povodí má rozlohu 4 500 km².

## Průběh toku
Pramení na Bugulmsko-belebejské vrchovině. Ústí zleva do Belaji (povodí Kamy) na 83 říčním kilometru.

## Vodní režim
Zdrojem vody jsou především sněhové srážky. Průměrný roční průtok vody činí 14,8 m³/s. Nejvyšších vodních stavů dosahuje od poloviny dubna do poloviny května.